# Estadio Cibao FC
El Estadio Cibao FC es un recinto deportivo ubicado en el campus de Pontificia Universidad Católica Madre y Maestra en Santiago de los Caballeros, República Dominicana, y en donde se encuentra la Escuela de Tecnificación de la Fundación Real Madrid de la Fundación ARMID. Es el primer estadio del país construida bajo los parámetros establecidos por la FIFA.

## Historia

### Construcción
El Estadio Cibao FC está elaborado con una estructura metálica y complementada con ladrillo y hormigón visto. La edificación fue diseñada para ser construido en distintas fases, con el propósito de llegar a una capacidad final de 14.000 espectadores.
La primera fase, finalizada para su inauguración, incluye el terreno de juego y 54m de grada en el lado oeste del campo. Esta área de gradería tiene la capacidad de acoger a 10.000 personas.

### Inauguración
Fue inaugurado el 8 de marzo de 2015 durante la apertura oficial del inicio de la temporada 2015 de la Liga Dominicana de Fútbol. Durante este evento, el Cibao FC se enfrentó al Atlético Vega Real, terminando en un empate de 2-2.

### Detalles
El terreno para el área de juego es de 100 m x 63 m. El césped artificial reúne las especificaciones mundiales de la FIFA nivel II, con una lámina de polietileno negra para impermeabilizar la zona y otra blanca de depósito controlado que permite la captación y evacuación de fluidos. El terreno tiene su propio sistema de riego, con sus respectivos aspersores, y una canaleta perimetral alrededor del área de juego para recoger el agua. 
El área de graderías acoge 20 filas de espectadores y ha sido diseñado bajo las especificaciones de la FIFA. Debajo de esta área se encuentran los vestidores, las oficinas, las cafeterías, los baños y la enfermería, con un pasillo semi-exterior. A inicios de 2017, se construyó una grada para así poder ampliar la capacidad, aumentandola a 10.000 espectadores.